# Тель, Серж
Серж Тель (фр. Serge Telle, род. 5 мая 1955, Нант, Франция) — французский дипломат, государственный министр Монако (2016—2020).

## Биография
Родился в городе Нант, Франция. Его отец был инженером. Получил образование в Национальном институте восточных языков и цивилизаций и в Институте политических исследований.
В качестве старшего французского чиновника и дипломата Серж Тель служил консулом и послом Франции в Монако с 2006 по 2016 год. Был назначен государственным министром Монако с 1 февраля 2016 года, заменив Мишеля Роже. 1 сентября 2020 года его преемником стал Пьер Дарту.